# Phreatia grandiflora
Phreatia grandiflora är en orkidéart som beskrevs av Johannes Jacobus Smith. Phreatia grandiflora ingår i släktet Phreatia och familjen orkidéer. Inga underarter finns listade i Catalogue of Life.